# Moses Smoira

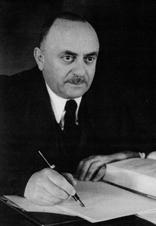
Moses Smoira

Moses Smoira (* 25. Oktober 1888 in Königsberg (Preußen); † 8. Oktober 1961 in Jerusalem) war ein deutsch-israelischer Jurist.

## Leben
Smoira besuchte das Kneiphöfsche Gymnasium und studierte Jura in Königsberg, München und Berlin. 1910 promovierte er zum Dr. iur. und  machte seine Referendarausbildung in Königsberg. Bis 1922 war er Leiter einer hebräischen Sprachschule in Berlin.
Schon 1922 wanderte er nach Palästina aus und wurde 1923 als Anwalt an den palästinensischen Gerichten zugelassen. 1930 wurde er Präsident der Jüdischen Anwaltskammer in Palästina.
Als 1948 der Oberste Gerichtshof in Israel eröffnet wurde, ernannte man Smoira zu seinem Präsidenten. Dieses Amt hatte er bis 1954 inne.
Smoira war mit Esther Horowitz verheiratet. Sie hatten zwei Töchter. Smoiras Bruder Joseph Smoira (1889–1964) wanderte 1935 nach Palästina aus.

## Literatur

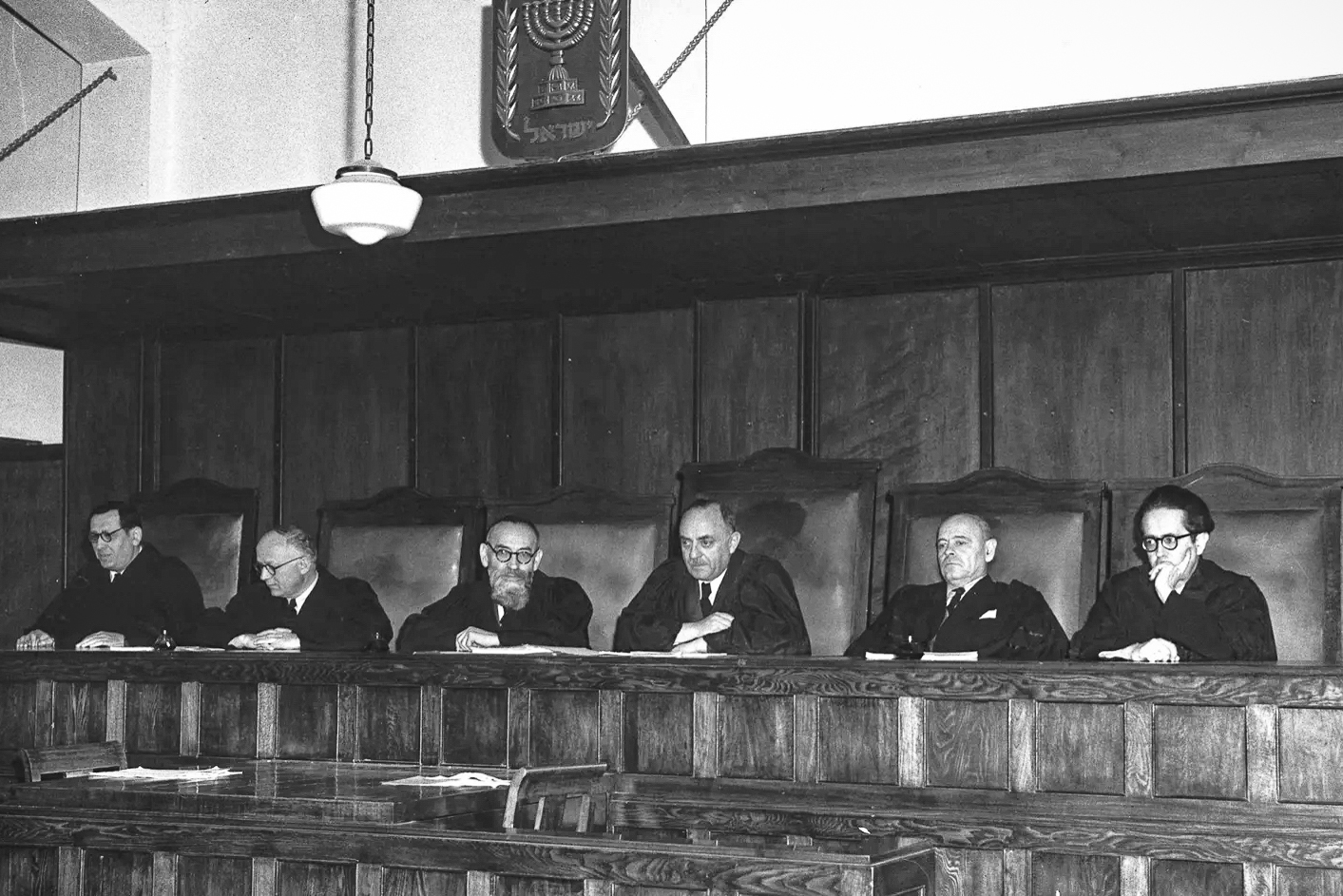
Israels Oberstes Gericht 1953, Moses Smoira, 3. v. r.